# Mária Mračnová
Mária Mračnová (geb. Faithová; * 24. September 1946 in Košice) ist eine ehemalige slowakische Hochspringerin, die für die Tschechoslowakei startete.
1966 wurde sie Achte bei den Europäischen Hallenspielen in Dortmund und Vierte bei den Europameisterschaften in Budapest. Bei den Olympischen Spielen 1968 in Mexiko-Stadt kam sie auf den sechsten Platz. 1969 wurde sie Sechste bei den Europäischen Hallenspielen in Belgrad und gewann Bronze bei den Europameisterschaften in Athen. Bei den Europameisterschaften 1974 in Rom wurde sie Vierte und bei den Halleneuropameisterschaften 1975 in Katowice Zwölfte. 1976 kam sie bei den Halleneuropameisterschaften in München auf den siebten und bei den Olympischen Spielen in Montreal auf den vierten Platz. Bei den Europameisterschaften 1978 in Prag belegte sie den 13. Platz.
Viermal wurde sie Tschechoslowakische Meisterin (1966, 1967, 1975, 1976) und einmal Tschechoslowakische Hallenmeisterin (1976).

## Persönliche Bestleistungen
- Hochsprung: 1,92 m, 27. August 1976, Třinec
  - Halle: 1,86 m, 21. Februar 1976, München